# Barbara Kruger

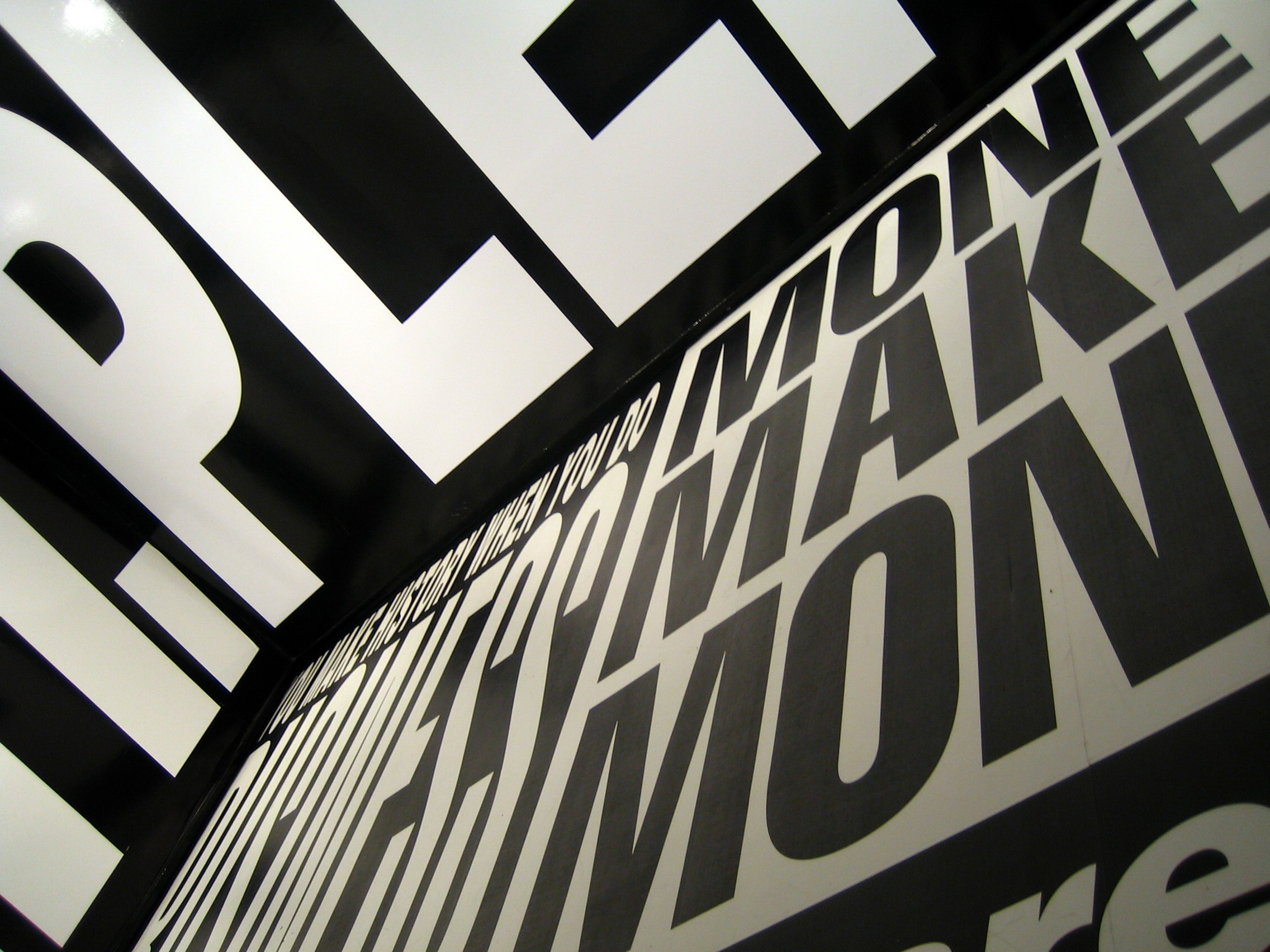
Exempel på Barbara Krugers fotokonst.

Barbara Kruger, född 26 januari 1945 i Newark, New Jersey, är en amerikansk koncept-konstnär och fotograf, bland annat känd för verket I shop therefore I am (Jag shoppar, alltså är jag, en travesti på ett uttryck av Descartes). Mycket av hennes konst består av gamla svart-vita fotografier över vilka hon infogat slagkraftiga texter. Färgerna rött och vitt är även signifikanta för Barbara Krugers konst.

## Bakgrund
Barbara Kruger började på Syracuse University 1964. Hon utvecklade tidigt ett intresse för grafisk design. Efter ett års studier flyttade hon till New York för att börja på Parsons School of Design 1965. Där gick hon tillsammans med konstnärerna/fotograferna Diane Arbus och Marvin Israel genom vilka hon också lärde känna andra fotografer, modemänniskor och tidningsvärlden. Hon avslutade sina studier 1966 och började då jobba på Condé Nast Publications. Sedan följde 12 år av frilansande arbete med bland annat grafisk design och fotoredigering på tidningarna House and Garden och Aperture.

## Hennes konstnärskap

### Tidig konst
Kruger började göra den konst som man idag förknippar henne med i slutet på 1970-talet. Men hennes tidigaste konstverk kan dateras till 1969.  Hon deltog i Whitneybiennalen 1973 och visade soloutställningar på Artist Space och Fischbach Gallery i New York de följande två åren. Trots dessa framgångar var hon missnöjd med sin konst, som hon tyckte saknade sociala och politiska ståndpunkter. Hösten 1976 började hon istället undervisa på University of California. Ett år senare beslöt hon sig för att börja fotografera, vilket skulle bli grunden för hennes karaktäristiska konst. 

### Provokation och samhällsengagemang
Efter att ha varit verksam flera år inom tidningsindustrin började Kruger ifrågasätta perfektionism och normer, och började göra konst som visade hennes politiska, sociala och feministiska provokationer och kommentarer på religion, sex, ras- och könsstereotyper, makt och konsumtion. Hon slutade fotografera själv och skapade istället kollage av gamla arkivbilder från 50-talet. Över dessa tryckte hon olika provokativa texter. Verken visade både hennes kunnande inom grafisk design och hennes brinnande samhällsengagemang. Det här var slutet på 1970-talet och början på 1980-talet och tillsammans med konstnärskollegor som Cindy Sherman och Julian Schnabel nådde hon snabbt succé. Larry Gagosian blev Krugers första gallerist och hon var hans första kvinnliga konstnär. Han arrangerade två utställningar med henne i Los Angeles i början på 1980-talet. 1983 märkte Kruger av en förändring på konstmarknaden vilket hon kommenterade i sin konst. Hon fokuserade på konstens status som handelsvara och gjorde verk som Buy me, I'll change your life och I shop therefore I am. Dessa utställningar sålde ut på bara några dagar.
Barbara Kruger har alltid vägrat att bara definieras genom ett enda media. Hon trycker sin konst på väskor och reklamtavlor, hon har gjort videokonst och videoinstallationer och ser arkitekturen som sin första kärlek.

## Utställningar i urval
- 1979, P.S.1 Contemporary Art Center, Long Island City, Queens.
- 1983, Institute of Contemporary Arts, London.
- 1985, Musée d'art contemporain de Montréal, Montréal.
- 1994, Serpentine Gallery, London.
- 1999, Museum of Contemporary Art, Los Angeles.
- 2000, Whitney Museum of American Art, New York.
- 2002, Palazzo delle Papesse Centro Arte Contemporanea, Siena.
- 2005, Museum of Contemporary Art San Diego, San Diego.
- 2008, Moderna Museet, Stockholm.

Hon har också ställt ut på Venedigbiennalen 1982, Documenta 7 och 8 1982 och 1987 samt Whitneybiennalen 1983.

## Utmärkelser
Kruger vann MOCA-priset 2001 och Leone d'Oro 2005 för sitt konstnärskap.

## Konstverk i urval
- 1979, Sex/Lure
- 1981, Your Gaze Hits the Side of My Face
- 1983, I Shop Therefore I Am
- 1985, Untitled/Money Can Buy You Love
- 1989, Your Body Is A Battleground